# Crinodendron brasiliense
Crinodendron brasiliense är en tvåhjärtbladig växtart som beskrevs av Reitz & L. B. Smith. Crinodendron brasiliense ingår i släktet Crinodendron och familjen Elaeocarpaceae. Inga underarter finns listade i Catalogue of Life.